# Der Mann, der Bäume pflanzte (Kurzgeschichte)
Der Mann, der Bäume pflanzte (auch: Der Mann mit den Bäumen; franz. Titel: L’homme qui plantait des arbres) ist eine Kurzgeschichte des französischen Autors Jean Giono aus dem Jahr 1953. In Deutschland ist sie im Sanssouci Verlag erschienen.
Die Erzählung spielt in der ersten Hälfte des 20. Jahrhunderts und handelt von den langwierigen, aber erfolgreichen Bemühungen eines Schäfers, eine karge Berggegend in der Provence wieder aufzuforsten.

## Handlung
Die Geschichte wird aus Sicht eines Mannes erzählt, der im Jahre 1913 (damals 22-jährig) alleine eine Wanderung durch das karge Bergland der Provence (Frankreich) unternimmt.
Auf der Suche nach Wasser, das ihm ausgegangen war, trifft er per Zufall einen 55-jährigen Schafhirten. Dieser gibt ihm zu trinken und lässt ihn in seiner Hütte übernachten. Neugierig geworden, was diesen Mann dazu bewegt hat, ein solch einsames Leben zu führen, bleibt der junge Mann einige Tage bei ihm. Elzéard Bouffier, so der Name des Schäfers, hat sich zu einem Leben in der Einsamkeit entschlossen, nachdem er Frau und Sohn verloren hatte. Als er erkannte, dass die ganze Gegend aus Mangel an Bäumen absterben werde, entschloss er sich, etwas dagegen zu unternehmen, und säte seitdem Bäume.
Nach dem Ersten Weltkrieg, zu dem er eingezogen worden war, unternimmt der Erzähler aus dem Bedürfnis nach frischer Luft wieder eine Wanderung in der Gegend und trifft auch wieder auf den Schäfer, der seiner Tätigkeit des Bäumepflanzens weiterhin unbeirrt nachgeht. Mehrmals noch im Laufe der Jahre besucht der Erzähler Elzéard Bouffier und kann das Wachstum des Waldes und die Veränderung der Landschaft, die damit einhergeht, erleben: Es gibt wieder Wasser in den Brunnen, und Menschen kehren in die ehemals verlassenen Dörfer zurück. Mehr als vier Jahrzehnte lang pflanzt Bouffier Bäume, wechselt dazwischen seinen Beruf und wird Imker, da die Schafe seine Pflanzungen gefährden. Auch durch Menschen, die nichts von der Arbeit Bouffiers wissen, wird der Wald gefährdet. Doch liegt dieser zu abgelegen, als dass den Pflanzungen großer Schaden zugefügt werden könnte.
Giono stellt zum Beginn und Ende seiner Geschichte den außergewöhnlichen Charakter Elzéard Bouffiers, ihm Hochachtung zollend, in den Mittelpunkt. Bouffiers Tun bezeichnet er als frei von Eigennutz und seine Idee als edelmütig. Er schließt daraus, dass das menschliche Dasein trotz allem etwas Wunderbares sein könne.
Der Name Elzéard oder davon abgeleitet "Lazarus" ist hebräischen Ursprungs und bedeutet soviel wie "Gott hat geholfen". Als "Lazarus-Phänomen" bezeichnet man ein Ereignis, bei dem etwas Totgeglaubtes wieder zum Leben erweckt wird - wie in dieser Geschichte der Wald.

## Historizität
Aline Giono, die Tochter des Autors, bezeichnete die Geschichte als „eine Familiengeschichte für eine lange Zeit“. Jedoch schrieb Giono selbst im Jahr 1957 in einem Brief an den Wasser- und Forstverantwortlichen der Stadt Digne:
„Ich bin traurig, Sie zu enttäuschen, aber Elzéard Bouffier ist eine erfundene Persönlichkeit. Das Ziel bestand darin, die Liebe zum Baum zu fördern, oder genauer, die Liebe zum Pflanzen von Bäumen zu entfachen (was von jeher eine meiner teuersten Ideen ist).“
In diesem Brief teilt er auch mit, dass die Geschichte in viele Sprachen übersetzt worden sei, zum Teil kostenlos verteilt und gerade deshalb ein Erfolg sei. Er merkt an, dass er an diesem Text keinen „Centime“ verdient habe und dass es einer der Texte sei, auf die er am meisten stolz sei.

## Verfilmung
Die Geschichte wurde 1987 als Zeichentrickfilm adaptiert, ebenfalls unter dem Titel Der Mann, der Bäume pflanzte. Die Verfilmung von Werner Kubny aus dem Jahr 1989 trägt den Titel Der Mann mit den Bäumen.

## Ausgaben
- Jean Giono: Der Mann, der Bäume pflanzte, in: Federico Hindermann (Hrsg.): „Sag’ ich’s euch, geliebte Bäume…“. Texte aus der Weltliteratur. Manesse, Zürich 1984, ISBN 3-7175-1672-8.
- Jean Giono: Der Mann mit den Bäumen. Mit Zeichnungen von Max Hegetschweiler. Flamberg, Zürich 1981, ISBN 3-290-11949-1.
- Jerry Beck (Hrsg.): The 50 Greatest Cartoons. As Selected by 1000 Animation Professionals. JG Press/Layla, North Dighton 1998, ISBN 1-57215-271-0.
- Jean Giono, Quint Buchholz: Der Mann, der Bäume pflanzte. Illustriert von Quint Buchholz. Carl Hanser Verlag, München, ISBN 978-3-446-23935-7.
- Jean Giono, Wolfgang Flad: Der Mann, der Bäume pflanzte. Neu illustriert von Wolfgang Flad. Van der Grinten Galerie & Treez (Hrsg.), Verlag Kettler, Dortmund 2015, ISBN 978-3-86206-539-4.